# Воловниця
Воловниця (біл. вёска Валоўніца) — село в складі Березинського району Мінської області, Білорусь. Село підпорядковане Капланецькій сільській раді, розташоване в східній частині області.